# 核P-MODELライブ達成記念
『核P-MODELライブ達成記念』(かくぴーもでるライブたっせいきねん) は、核P-MODELのファースト・ライブ「トーキョー・ビストロン」を記念してMP3形式で有料配信されている曲集である。2005年2月22日に核P-MODELの自主レーベルであるケイオスユニオン/TESLAKITEより発売された。

## 解説
- 2004年11月にファースト・ライブ「トーキョー・ビストロン」が行われ、ライブの達成記念としてこの曲集がリリースされた。内容としてはライブで演奏されたレア・バージョンの楽曲及び未公開の2005年版リメイク曲などが含まれている。
- 販売は自主レーベルのオンラインショップのみで行われているため、購入するにはアカウントを作成する必要がある[1]。

## 収録曲
1. 二重展望 3.1 - Dual Perspective 3.1
『ビストロン』収録曲「二重展望 3」のアレンジバージョン。
2. 二重展望 3.2 - Dual Perspective 3.2
『ビストロン』収録曲「二重展望 3」のアレンジバージョン。
3. 二重展望 3.3 - Dual Perspective 3.3
『ビストロン』収録曲「二重展望 3」のアレンジバージョン。
4. 暗黒πドゥアイ（マイナーバージョン） - Darkness pi duai (Minor version)
『ビストロン』収録曲「暗黒πドゥアイ」のアレンジバージョン。
5. Solid air 2005
『Perspective』(P-MODEL名義) 収録曲「Solid air」のセルフカバー。
6. フ・ル・ヘッ・ヘッ・ヘッ 2005 - FULU HE HE HE 2005
『ANOTHER GAME』(P-MODEL名義) 収録曲「フ・ル・ヘッ・ヘッ・ヘッ」のセルフカバー。

## 参加ミュージシャン
- 平沢進 - ボーカル、ギター、シンセサイザー